# فتوولتائیک متمرکز

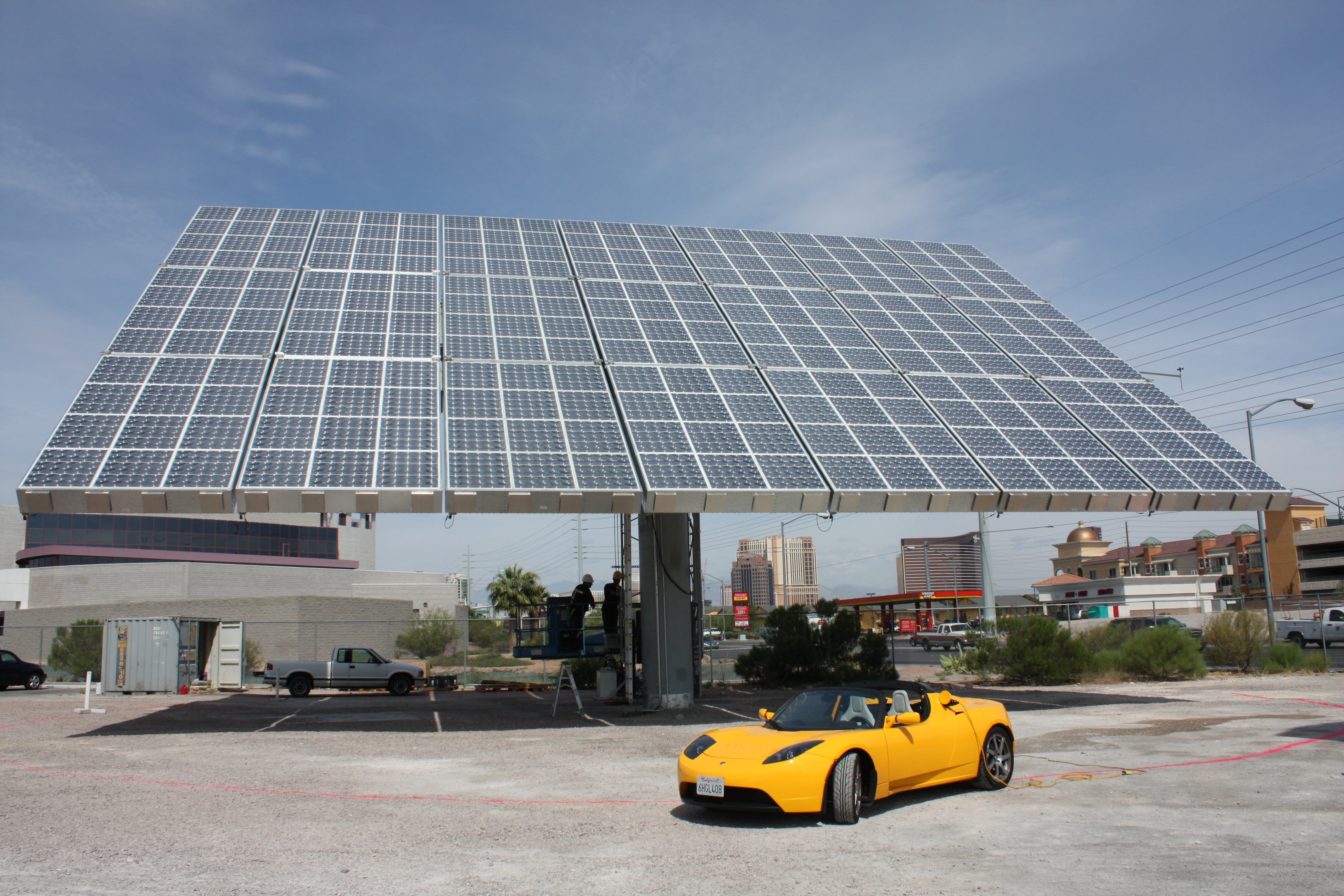
این سیستم آمونیکس در لاس وگاس، ایالات متحده آمریکا از هزاران لنز کوچک فرنل تشکیل شده‌است که هر کدام نور خورشید را با شدت ۵۰۰ ~ بیشتر روی سلول خورشیدی چند اتصالی با راندمان بالا متمرکز می‌کنند.

فتوولتائیک کنسانتره (CPV) (که به عنوان فتوولتائیک غلظتی نیز شناخته می‌شود) یک فناوری فتوولتائیک است که از نور خورشید برق تولید می‌کند. برخلاف سیستم‌های معمولی فتوولتائیک، از عدسی‌ها یا آینه‌های منحنی برای تمرکز نور خورشید بر روی سلول‌های خورشیدی کوچک، پربازده و چند اتصالی (MJ) استفاده می کند. علاوه بر این، سیستم‌های CPV اغلب از ردیاب‌های خورشیدی و گاهی اوقات از یک سیستم خنک‌کننده استفاده می‌کنند تا بازده آنها بیشتر شود. تحقیق و توسعه در حال انجام است که به سرعت بهبود رقابت پذیری آنها در بخش در مقیاس ابزار و در مناطق بالا تابشی.
در سال ۲۰۱۶، تأسیسات تجمعی فتوولتائیک کنستانتره به ۳۵۰ مگاوات (مگاوات) رسیده‌است، یعنی کمتر از ۰٫۲٪ ظرفیت نصب شده جهانی ۲۳۰٬۰۰۰ مگاوات. سیستم‌های تجاری HCPV در شرایط استاندارد آزمایش (با غلظت بالاتر از ۴۰۰) به بازده‌های آنی ("نقطه ای") تا ۴۲٪ رسیده‌اند و آژانس بین‌المللی انرژی پتانسیل را برای افزایش کارایی این فناوری به ۵۰٪ می‌بیند اواسط دهه ۲۰۲۰ از دسامبر ۲۰۱۴، بهترین کارایی سلول آزمایشگاهی برای سلولهای MJ متمرکز کننده به ۴۶٪ (چهار اتصال یا بیشتر) رسیده‌است. در شرایط عملیاتی در فضای باز، بازده ماژول CPV از ۳۳٪ فراتر رفته‌است ("یک سوم خورشید"). بازده AC در سطح سیستم در محدوده ۲۵–۲۸ است. تأسیسات CPV در چین، ایالات متحده، آفریقای جنوبی، ایتالیا و اسپانیا واقع شده‌است.

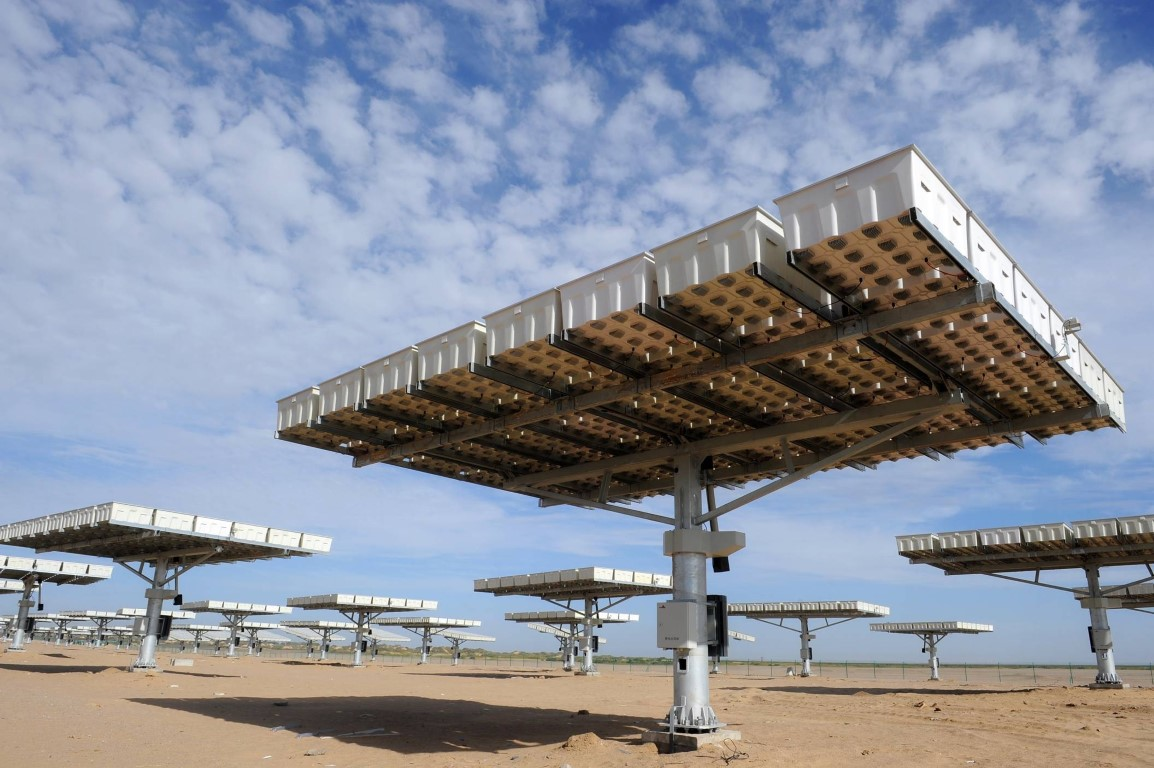
ماژول های فتوولتائیک کنسانتره (CPV) در ردیاب های خورشیدی دو محوره در گلمود ، چین

HCPV به‌طور مستقیم با انرژی خورشیدی متمرکز (CSP) رقابت می‌کند زیرا هر دو فناوری برای مناطقی با تابش مستقیم طبیعی بالا که به عنوان منطقه کمربند خورشید در ایالات متحده و موز طلایی در جنوب اروپا نیز شناخته می‌شوند، بهترین گزینه هستند. CPV و CSP علی‌رغم اینکه از ابتدا فناوری‌های ذاتی متفاوتی دارند، اغلب با یکدیگر اشتباه گرفته می‌شوند: CPV از اثر فتوولتائیک برای تولید مستقیم برق از نور خورشید استفاده می‌کند، در حالی که CSP - که غالباً حرارتی خورشیدی متمرکز نامیده می‌شود - از گرمای حاصل از تابش خورشید برای بخار بخار برای ایجاد یک توربین ایجاد کنید، سپس با استفاده از یک ژنراتور برق تولید می‌کند. تا تاریخ ۲۰۱۲، CSP هنوز بیشتر از CPV رایج است.

## تاریخچه
تحقیقات در مورد فتوولتائیک کنسانتره از اواسط دهه 1970 انجام شده است ، که در ابتدا با شوک انرژی ناشی از تحریم نفت خاورمیانه ایجاد شد. آزمایشگاه های ملی ساندیا در آلبوکرک ، نیومکزیکو محل بسیاری از کارهای اولیه بود ، با اولین سیستم غلظت فتوولتائیک مدرن مانند در اواخر دهه در آنجا تولید شد. اولین سیستم آنها یک سیستم متمرکز کننده خطی بود که از عدسی های اکریلیک Fresnel با تمرکز بر روی سلولهای سیلیکون خنک شده با آب و ردیابی دو محور استفاده شده بود. خنک سازی سلول با یک منبع گرما غیر فعال و استفاده از لنزهای Fresnel روی سیلیکون روی شیشه در سال 1979 توسط پروژه Ramón Areces در انستیتوی انرژی خورشیدی دانشگاه فنی مادرید نشان داده شد. پروژه 350 کیلوواتی SOLERAS در عربستان سعودی - بزرگترین پروژه  بعد ساندیا مارتین از سال 1981 است.
تحقیق و توسعه در دهه 1980 و 1990 بدون توجه صنعت  ادامه داشتتا ا این که بهبود در کارایی سلول برای اقتصادی ساختن این فناوری ضروری شناخته شد. با این حال ، پیشرفت در فناوری های سلول مبتنی بر سیلیکون که توسط هم کنسانتره ها و هم تخت فتوولتایئک مورد استفاده قرار می گیرد ، نتوانست به نفع اقتصاد سطح CPV باشد. معرفی سلول های خورشیدی چند اتصالی  که از اوایل سال 2000 شروع می شود ، تمایز مشخصی را ایجاد کرده است. بازده سلولهای MJ از 34٪ (3 اتصال) به 46٪ (4 محل اتصال) در سطح تولید در مقیاس تحقیق بهبود یافته است. تعداد قابل توجهی از پروژه های CPV چند مگاواتی نیز از سال 2010 در سراسر جهان به بهره برداری رسیده است. 

## چالش ها
سیستم های فتوولتائیک کنسانتره  مدرن با حداکثر کارایی در نور خورشید بسیار قوی (به عنوان مثال غلظت معادل صدها خورشید) ، تا زمانی که سلول خورشیدی با استفاده از غرق کننده ها خنک نگه داشته شود ، کار می کنند. نور پراکنده ، که در شرایط ابری و سایه رخ می دهد ، فقط با استفاده از اجزای نوری معمولی (به عنوان مثال لنزها و آینه های ماکروسکوپی) نمی‌تواند تمرکز زیادی داشته باشد. نور فیلتر شده ، که در شرایط مه آلود یا آلوده رخ می دهد ، دارای تغییرات طیفی است که باعث ایجاد عدم تطابق بین جریان های الکتریکی تولید شده در اتصالات سری متصل به سلول های فتوولتائیک چند اتصالی طیفی "تنظیم" (MJ) می شود. این شرایط فتولتائیک کنسانتره منجر به کاهش سریع در خروجی انرژی می شود در شرایط جوی کمتر از حد ایده‌آل است.
| نقاط ضعف CPV                                                                                       | نقاط قوت CPV                                                                    |
| HCPV نمی‌تواند از اشعه منتشر استفاده کند. LCPV فقط می تواند از کسری از اشعه منتشر استفاده کند.      | کارایی بالا تحت تابش مستقیم طبیعی                                               |
| توان خروجی سلول های خورشیدی MJ نسبت به تغییر در طیف های تابشی ناشی از تغییر شرایط جوی حساس تر است. | هزینه کم به ازای هر وات سرمایه تولید                                            |
| پیگردی و دقت بالا                                                                                  | ضرایب دمای پایین                                                                |
| بسته به سایت ممکن است نیاز به تمیزکاری مکرر برای کاهش تلفات خاک داشته باشد                         | برای سیستم های خنک کننده غیر فعال نیازی به آب خنک کننده نیست                    |
| بازار محدود - فقط در مناطق با DNI بالا قابل استفاده است و به راحتی روی پشت بام ها قابل نصب نیست    | استفاده اضافی از گرمای هدر رفته برای سیستم های با خنک کننده فعال امکان پذیر است |
| فناوری های نسل جدید ، بدون سابقه تولید (بنابراین خطر افزایش می یابد)                               | زمان بازپرداخت انرژی کم                                                         |
| کاهش شدید هزینه فناوری های رقیب برای تولید برق                                                     | در مقیاس کیلوات تا گیگاوات                                                      |
| تلفات نوری                                                                                         | استفاده احتمالی مضاعف از زمین به عنوان مثال برای کشاورزی ، کم اثر زیست محیطی    |
| عدم استاندارد سازی فناوری                                                                          | پتانسیل بالا برای کاهش هزینه                                                    |
| | فرصت های تولید محلی                                                             |

## تحقیق و توسعه در حال انجام
بیش از یک دهه است که تحقیق و توسعه فتوولتائیک کنسانتره در بیش از 20 کشور دنبال می شود. مجموعه کنفرانس CPV-x سالانه به عنوان یک شبکه و تبادل نظر اصلی بین دانشگاه ، آزمایشگاه دولت و شرکت کنندگان در صنعت خدمت کرده است. سازمان های دولتی همچنین به تشویق تعدادی از فشارهای خاص فناوری ادامه داده اند.
ARPA-E در اواخر سال 2015 از اولین دور بودجه تحقیق و توسعه برای برنامه MOSAIC (آرایه های سلول خورشیدی بهینه شده با مقیاس کوچک با غلظت یکپارچه) برای تقابل بیشتر با مکان و هزینه های موجود در فناوری فتوولتائیک کنسانتره موجود خبر داد. همانطور که در توضیحات برنامه ذکر شده است: "پروژه های MOSAIC به سه دسته تقسیم می شوند: سیستم های کاملی که با هزینه موثر میکرو CPV را برای مناطقی مانند مناطق آفتابی جنوب غربی آمریکا که دارای تابش خورشید مستقیم تابش عادی مستقیم (DNI) هستند ، ادغام می کنند. برای مناطقی مانند مناطق شمال شرقی و میانه غرب ایالات متحده که دارای تابش خورشیدی DNI کم یا تابش خورشیدی پراکنده هستند اعمال شوند و مفاهیمی که به دنبال راه حل های جزئی برای چالش های فناوری هستند.
در اروپا برنامه CPVMATCH (تمرکز ماژولهای فتوولتائیک با استفاده از فناوری های پیشرفته و سلول ها برای بالاترین بازده) با هدف "نزدیک کردن عملکرد عملی ماژول های HCPV به مرزهای نظری" است. اهداف کارآیی قابل دستیابی تا سال 2019 برای سلول ها 48٪ و برای ماژول ها با غلظت> 800x  بیش از40٪ تعیین شده است. کارایی ماژول 41.4٪ در پایان سال 2018 اعلام شد.
آژانس انرژی تجدید پذیر استرالیا (ARENA) پشتیبانی خود را در سال 2017 برای تجاری سازی بیشتر فناوری HCPV توسعه یافته توسط Raygen گسترش داد. گیرنده های آرایه متراکم 250 کیلووات آنها قدرتمندترین گیرنده های CPV هستند که تاکنون ایجاد شده‌اند ، با کارایی PV 40.4٪ نشان داده شده و شامل تولید همزمان گرمامی شود.

کنفرانس بین‌المللی CPV-x - آمار مشارکت تاریخی. منبع داده - مجموعه مقالات CPV-x

یک دستگاه خورشیدی با غلظت کم که شامل ردیاب داخلی خود می باشد ، توسط ISP Solar در دست ساخت است که کارایی سلول خورشیدی را با هزینه کم افزایش می دهد.

## بازده
طبق تئوری ، ویژگی های نیمه رسانا به سلول های خورشیدی اجازه می دهد تا در نور متمرکز کارایی بیشتری نسبت به سطح تابش خورشید داشته باشند. دلیل این امر این است که ، همراه با افزایش متناسب جریان تولید شده ، در صورت وجود روشنایی بالاتر ، یک ولتاژ کارایی باروندلگاریتمی نیز رخ می دهد.
صریحاً توان (P) تولید شده توسط سلول خورشیدی تحت تابش "یک خورشید" در سطح زمین را در نظر بگیرید ، که مربوط به اوج تابش خورشید Q = 1000 وات در متر مربع است. توان سلول را می توان تابعی از ولتاژ مدار باز (Voc) ، جریان اتصال کوتاه (Isc) و ضریب پر شدن (FF) منحنی جریان ولتاژ (I-V) سلول مشخص کرد:
{\displaystyle {\displaystyle P=I_{\mathrm {sc} }\times V_{\mathrm {oc} }\times FF.}}
با افزایش روشنایی سلول در "χ-خورشید" ، مربوط به غلظت (χ) و تابش (χQ) ، می توان به طور مشابه بیان کرد:
{\displaystyle {\displaystyle P_{\chi }=I_{\mathrm {\chi sc} }\times V_{\mathrm {\chi oc} }\times FF_{\chi }}}
{\displaystyle {\displaystyle I_{\mathrm {\chi sc} }=\chi \times I_{\mathrm {sc} }\quad }and{\displaystyle \quad V_{\mathrm {\chi oc} }=V_{\mathrm {oc} }+{kT \over q}\ln(\chi ).}{\displaystyle \quad V_{\mathrm {\chi oc} }=V_{\mathrm {oc} }+{kT \over q}\ln(\chi ).}}

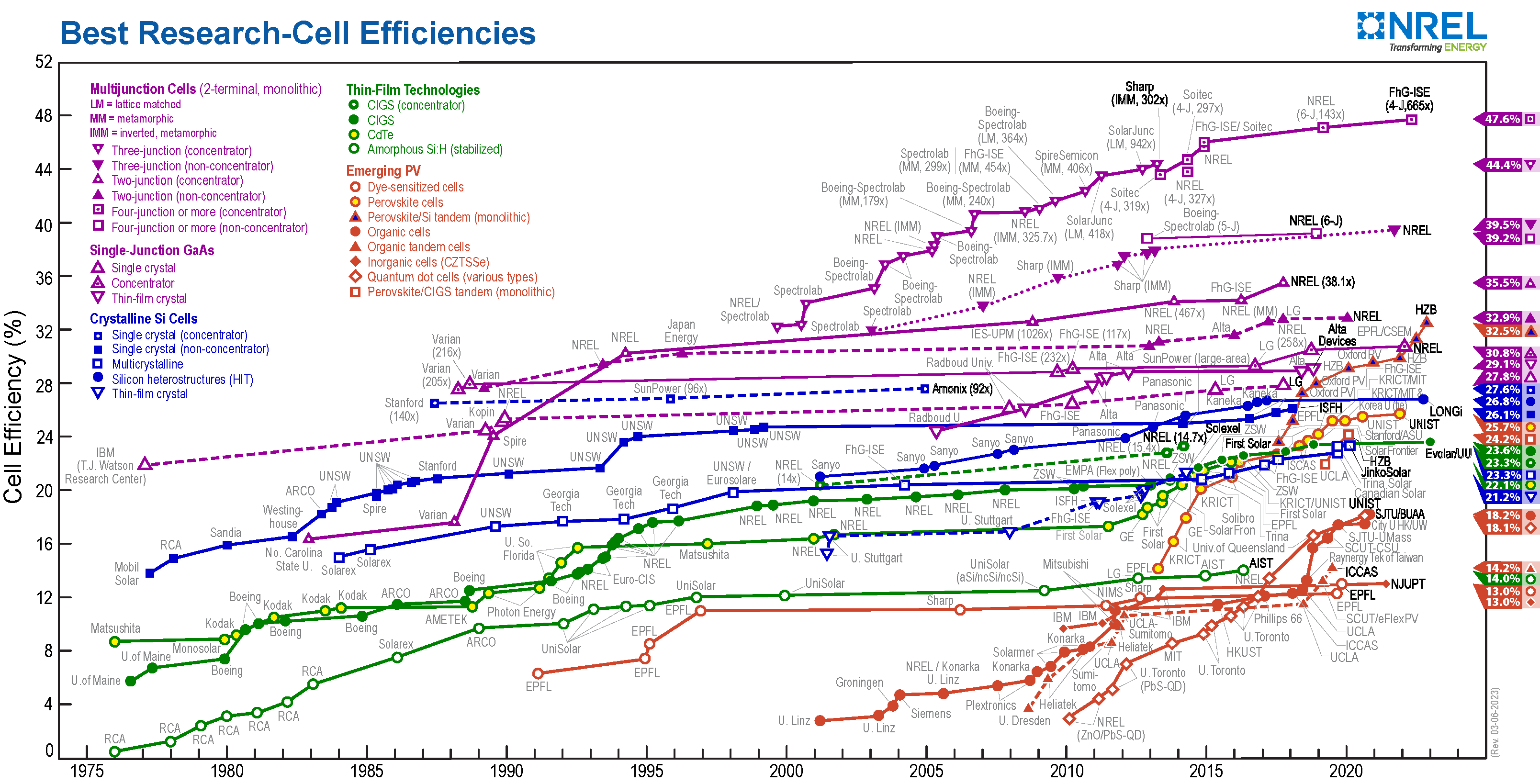
گزارشات مربوط به کارایی سلول خورشیدی از سال 1975. تا دسامبر 2014 ، بهترین کارایی سلول آزمایشگاهی به 46 درصد رسیده است.

توجه داشته باشید که ضریب پر شدن واحد برای یک سلول خورشیدی "با کیفیت بالا" به طور معمول 0.75-0.9 است و در عمل می تواند عمدتاً به مقاومتهای سریت و شناور معادل آن برای ساختار سلول خاص بستگی داشته باشد. برای کاربردهای متمرکز کننده ، FF و FFχ باید مقادیر مشابهی داشته باشند که هر دو نزدیک به وحدت باشند ، مربوط به مقاومت در برابر شنت بالا و مقاومت سری بسیار کم (<1 میلی آمپر) باشد.
بازده سلول های منطقه (A) در زیر یک خورشید و χ خورشید به شرح زیر است:
{\displaystyle {\displaystyle \eta ={P \over QA}\quad }and{\displaystyle \quad \eta _{\chi }={P_{\chi } \over \chi QA}.}{\displaystyle \quad \eta _{\chi }={P_{\chi } \over \chi QA}.}}
بازده تحت غلظت از نظر χ و ویژگی های سلول به شرح زیر است:
{\displaystyle {\displaystyle \eta _{\chi }=\eta \times {P_{\chi } \over \chi P}=\eta \times \left({1+{kT \over q}}{\ln(\chi ) \over V_{\mathrm {oc} }}\right)\times \left({FF_{\chi } \over FF}\right),}}
که در آن اصطلاح kT / q ولتاژ (به نام ولتاژ حرارتی) جمعیت گرم شده الکترونها است - مانند آنچه از محل اتصال p-n سلول خورشیدی جریان دارد - و در دمای اتاق (300 K) حدود 25.85 میلی ولت ولتاژ دارد.
| اتصال سه گانه III-V در GaAs | سیلیکون تک کریستالی | سیلیکون چند کریستالی | فناوری سلول      |
| 850mV                       | 700mV               | 550mV                | تقاطع تقریبی Voc |
| --------------------------- | ------------------- | -------------------- | ---------------- |
| 7.0%                        | 8.5%                | 10.8%                | X=10             |
| 14.0%                       | 17.0%               | 21.6%                | X=100            |
| 21.0%                       | 25.5%               | 32.5%                | X=1000           |

افزایش کارایی ηχ نسبت به η در جدول زیر برای مجموعه ای از ولتاژهای مدار باز باز که تقریباً نمایانگر فناوری های مختلف سلول هستند ، ذکر شده است. جدول نشان می دهد که افزایش می تواند در غلظت χ = 1000 تا 30-20٪ باشد. محاسبه فرض می کند FFχ / FF = 1 ؛ فرضی که در بحث زیر روشن شد.
در عمل ، چگالی و دمای بالاتر جریان که تحت غلظت نور خورشید بوجود می آیند ممکن است چالش برانگیز باشد تا از تخریب خصوصیات I-V سلول جلوگیری کند یا بدتر از آن ، باعث آسیب دائمی فیزیکی شود. چنین تأثیراتی می تواند نسبت FFχ / FF را حتی با درصد بیشتر از واحد نسبت به مقادیر جدول بندی شده در بالا کاهش دهد. برای جلوگیری از آسیب برگشت ناپذیر ، افزایش دمای عملکرد سلول تحت غلظت باید با استفاده از یک مخزن گرم مناسب کنترل شود. علاوه بر این ، طراحی سلول خود باید دارای ویژگی هایی باشد که باعث کاهش ترکیب مجدد و مقاومت در برابر تماس ، الکترود و شینه به سطوحی می شود که غلظت هدف و تراکم جریان حاصل را در خود جای دهد. این ویژگی ها شامل لایه های نیمه هادی نازک و کم نقص است. الکترود ضخیم ، با مقاومت کم و مواد شینه؛ و اندازه سلولهای کوچک (معمولاً <1 سانتی متر مربع).
از جمله این ویژگی ها ، بهترین سلول های فتوولتائیک چند اتصالی فیلم نازک ایجاد شده برای کاربردهای CPV زمینی ، عملکرد قابل اطمینان را در غلظت های 500-1000 خورشید (یعنی تابش های 50-100 وات بر سانتی متر مربع) به دست می آورند. از سال 2014 ، بازده آنها بالاتر از 44٪ (سه اتصال) است ، با احتمال نزدیک شدن به 50٪ (چهار اتصال یا بیشتر) در سالهای آینده. [29] بهره وری محدود کننده نظری تحت غلظت برای 5 اتصال به 65٪ نزدیک می شود ، که حداکثر عملی است.

## طراحی نوری
همه سیستم های فتوولتائیک کنسانتره(CPV) دارای یک سلول خورشیدی و یک عدسی متمرکز هستند. متمرکز کننده های نور خورشید برای CPV یک مشکل طراحی بسیار خاص را ایجاد می کنند ، با ویژگی هایی که آنها را از سایر طراحی های نوری متفاوت می کند. آنها باید کارآمد ، مناسب برای تولید انبوه ، قادر به غلظت بالا ، حساس به ساخت و نصب نادرست و قادر به ایجاد نور یکنواخت سلول باشند. همه این دلایل ، نوری غیر تصویربرداری را به مناسب ترین CPV تبدیل می کند. 
برای غلظت های بسیار کم ، زاویه پذیرش وسیع عدسی های غیر تصویربرداری از نیاز به ردیابی خورشیدی فعال جلوگیری می کند. برای غلظت های متوسط و زیاد ، یک زاویه پذیرش گسترده می تواند اندازه گیری میزان تحمل بینایی نوری در برابر نقص در کل سیستم باشد. شروع با یک زاویه پذیرش گسترده بسیار حیاتی است زیرا باید بتواند خطاهای ردیابی ، حرکات سیستم ناشی از باد ، عدسی ناقص تولید شده ، اجزای مونتاژ نشده به طور ناقص ، سختی متناسب ساختار پشتیبانی یا تغییر شکل آن به دلیل پیری را در بین آنها جای دهد. عوامل دیگر همه اینها زاویه تابش اولیه را کاهش می دهند و پس از اینکه همه در آنها آزمایش شد ، سیستم هنوز هم می تواند دیافراگم زاویه ای محدود نور خورشید را بگیرد.

## انواع
سیستم های CPV با توجه به میزان غلظت خورشیدی آنها ، اندازه گیری شده در "خورشید" (مربع بزرگنمایی) طبقه بندی می شوند.

### فتوولتائیک باغلظت کم
PV با غلظت کم سیستم هایی با غلظت خورشید از 2 تا 100 خورشید است. به دلایل اقتصادی ، به طور معمول از سلول های خورشیدی سیلیکونی معمولی یا اصلاح شده استفاده می شود. شار گرما به طور معمول به اندازه کافی کم است که سلول ها نیازی به خنک شدن فعال ندارند. برای ماژول های خورشیدی استاندارد ، مدلسازی و شواهد تجربی نیز وجود دارد که نشان می دهد اگر سطح غلظت کم باشد ، هیچ اصلاح ردیابی یا خنک سازی لازم نیست.
سیستم های کم غلظت معمولاً دارای یک بازتابنده تقویت کننده ساده هستند که می تواند بیش از 30٪ از میزان تولید سیستم های PV غیر متمرکز کننده ، تولید انرژی خورشیدی را افزایش دهد.  نتایج تجربی چنین سیستم های LCPV در کانادا منجر به افزایش انرژی بیش از 40٪ برای شیشه منشوری و 45 for برای ماژول های PV سیلیکون کریستالی سنتی.

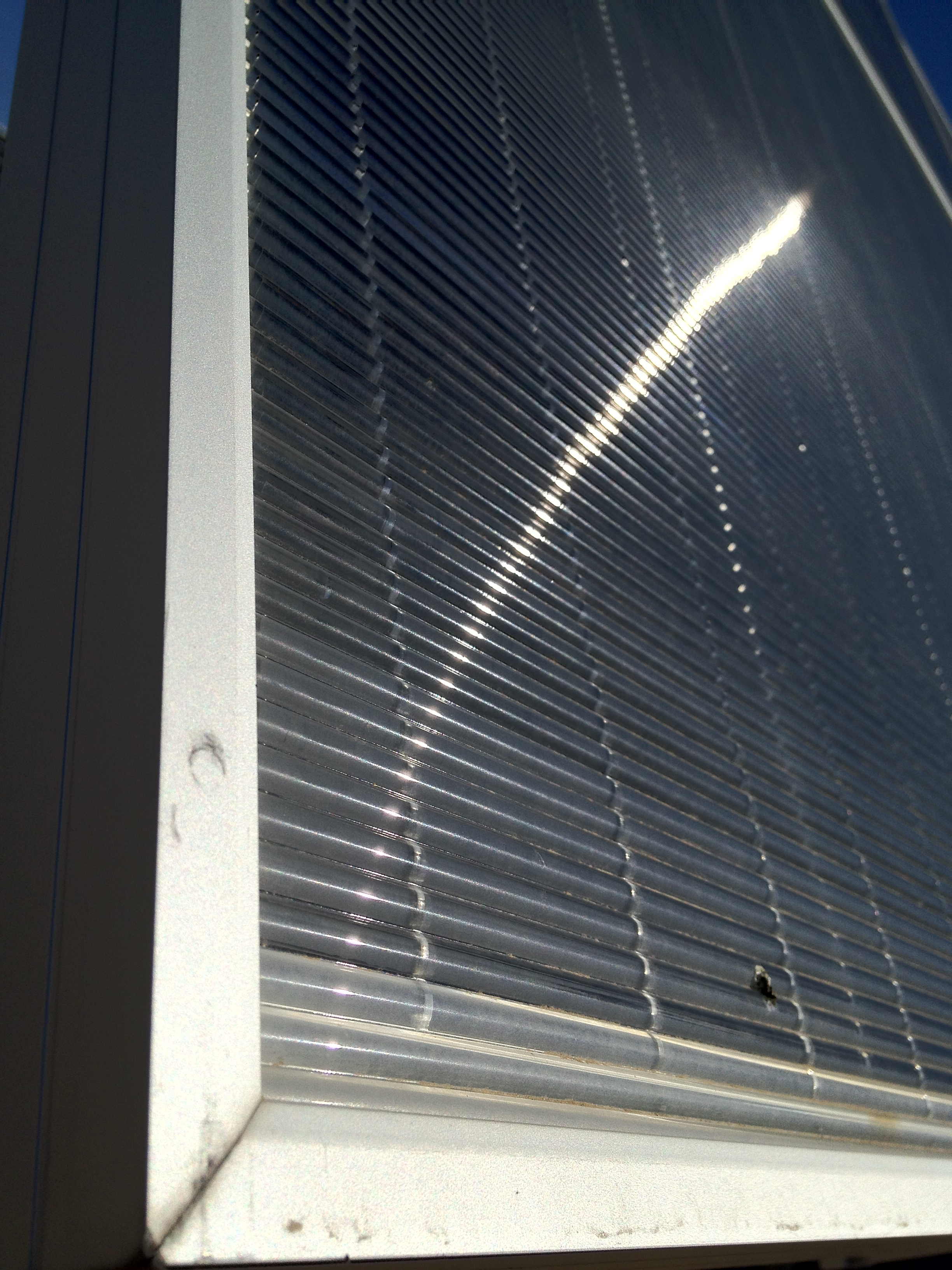
یک مثال از سطح غلظت کم PV سلول، نشان دادن عدسی شیشه ای

### فتوولتائیک با غلظت متوسط
از غلظت های 100 تا 300 خورشید ، سیستم های CPV به ردیابی و خنک کننده خورشیدی دو محوره احتیاج دارند (چه غیرفعال و چه فعال) ، که باعث پیچیدگی آنها می شود.

### فتوولتائیک با غلظت زیاد
سیستم های فتوولتائیک با غلظت بالا (HCPV) از اپتیک های متمرکز متشکل از بازتابنده های ظرف یا لنزهای تازه استفاده می کنند که نور خورشید را تا شدت 1000 خورشید یا بیشتر متمرکز می کنند. سلول های خورشیدی برای جلوگیری از تخریب حرارتی و مدیریت عملکرد الکتریکی مربوط به دما و تلفات امید به زندگی ، به غرق های حرارتی با ظرفیت بالا احتیاج دارند. برای تشدید بیشتر طراحی خنک کننده غلیظ ، گرماگیر باید منفعل باشد ، در غیر این صورت انرژی مورد نیاز برای خنک کننده فعال باعث کاهش بازده و صرفه جویی در مصرف کلی می شود.
سلولهای خورشیدی چند اتصالی در حال حاضر نسبت به سلولهای یک اتصال بیشترموردتوجه هستند ، زیرا آنها از کارآیی بیشتری برخوردار هستند و ضریب دمای پایین تری دارند (با افزایش دما از دست دادن کارایی کمتری). کارایی هر دو نوع سلول با افزایش غلظت افزایش می یابد. بازده چند اتصالی سریعتر افزایش می یابد. [نیاز به منبع] سلولهای خورشیدی چند اتصالی ، که در اصل برای PV غیر متمرکز در ماهواره های مستقر در فضا طراحی شده‌اند ، به دلیل تراکم جریان زیاد با CPV (به طور معمول 8 A / cm2 در 500 خورشید). گرچه هزینه سلولهای خورشیدی چند اتصالی تقریباً 100 برابر سلولهای سیلیکونی معمولی همان منطقه است ، اما منطقه کوچک سلول باعث می شود هزینه های نسبی سلولهای هر سیستم قابل مقایسه باشد و اقتصاد سیستم سلولهای چند اتصالی را ترجیح می دهد. بازده سلول چند اتصالی اکنون در سلولهای تولیدی به 44٪ رسیده است.
مقدار 44٪ داده شده در بالا برای مجموعه خاصی از شرایط است که به عنوان "شرایط آزمون استاندارد" شناخته می شود. اینها شامل یک طیف خاص ، قدرت نوری اتفاقی 850 W / m / و دمای سلول 25 درجه سانتیگراد هستند. در یک سیستم متمرکز ، سلول به طور معمول تحت شرایط طیف متغیر ، قدرت نوری پایین تر و دمای بالاتر کار خواهد کرد. اپتیک مورد نیاز برای متمرکز کردن نور ، خود در محدوده 75-90٪ بازده محدودی دارند. با در نظر گرفتن این عوامل ، یک ماژول خورشیدی شامل یک سلول چند اتصالی 44٪ ممکن است بازده DC را در حدود 36٪ ارائه دهد. در شرایط مشابه ، ماژول سیلیکون بلوری بازدهی کمتر از 18 درصد را ارائه می دهد.
در صورت نیاز به غلظت زیاد (500–1000 بار) ، همانطور که در مورد سلولهای خورشیدی چند اتصالی با کارایی بالا اتفاق می افتد ، دستیابی به چنین غلظتی با زاویه پذیرش کافی برای موفقیت تجاری در سطح سیستم بسیار مهم است . این اجازه می دهد تا تحمل در تولید انبوه تمام قطعات ، آرامش بخش ماژول و نصب سیستم ، و کاهش هزینه های عناصر سازه. از آنجا که هدف اصلی CPV ارزان ساختن انرژی خورشیدی است ، فقط چند سطح قابل استفاده هستند. کاهش تعداد عناصر و دستیابی به زاویه تابش بالا ، می تواند نیازهای مکانیکی نوری ، مانند دقت پروفیل های سطح نوری ، مونتاژ ماژول ، نصب ، ساختار پشتیبانی و غیره را کاهش دهد. برای این منظور ، پیشرفت در مدل سازی آفتاب در مرحله طراحی سیستم ممکن است به بازده بالاتر سیستم منجر شود.

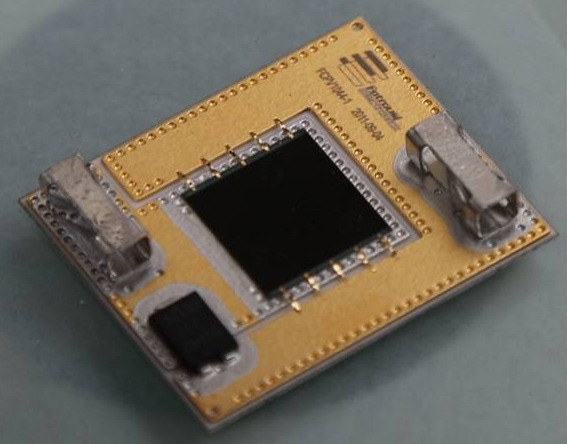
یک سلول خورشیدی 10 × 10 میلی متر HCPV

## قابلیت اطمینان
هزینه های بالاتر سرمایه ، استانداردسازی کمتر و اضافه شدن پیچیدگی های مهندسی و عملیاتی (در مقایسه با فناوری های PV صفر و غلظت کم) ، عملکرد طولانی مدت را به عنوان یک هدف نمایشی مهم برای اولین نسل از فناوری های CPV قرار می دهد. استانداردهای صدور گواهینامه عملکرد (UL 3703 ، UL 8703 ، IEC 62108 ، IEC 62670 ، IEC 62789 و IEC 62817) شامل شرایط آزمایش تنش است که ممکن است برای کشف برخی از حالت های شکست غالباً نوزاد و اوایل زندگی (<1-2 سال) دربرخی موارد مفید باشد مانند سیستم ، ردیاب ، ماژول ، گیرنده و سایر سطوح زیرمجموعه. با این حال ، چنین آزمایشات استاندارد - که معمولاً فقط در یک نمونه کوچک از واحدها انجام می شود - به طور کلی قادر به ارزیابی طول عمر جامع طولانی مدت (10 تا 25 سال یا بیشتر) برای هر طراحی و کاربرد سیستم منحصر به فرد تحت دامنه وسیع تر از واقعی نیست - و گاهی اوقات پیش بینی نشده - شرایط عملیاتی. بنابراین قابلیت اطمینان این سیستم های پیچیده در این زمینه ارزیابی می شود و از طریق چرخه های توسعه محصول تهاجمی که با نتایج تسریع شده پیری م componentلفه / سیستم ، تشخیص نظارت بر عملکرد و تجزیه و تحلیل خرابی هدایت می شوند ، بهبود می یابد. 

### دوام و نگهداری ردیاب
ساختار پشتیبانی ردیاب و ماژول برای یک سیستم HCPV مدرن باید هرکدام در 0.1 تا -0.3 درجه دقیق باقی بماند تا منبع خورشیدی در زاویه پذیرش نوری مجموعه گیرنده متمرکز شود و بنابراین بر روی سلولهای PV متمرکز شود. این یک نیاز چالش برانگیز برای هر سیستم مکانیکی است که تحت فشارهای مختلف حرکات و بارها قرار می گیرد. بنابراین ممکن است برای حفظ عملکرد سیستم در طول عمر مورد انتظار ، روش های اقتصادی برای تنظیم مجدد دوره ای و نگهداری ردیاب مورد نیاز باشد.

### کنترلدما گیرنده
حداکثر دمای عملکرد سلول خورشیدی چند اتصالی (سلول Tmax) سیستم های HCPV به دلیل محدودیت قابلیت اطمینان ذاتی آنها به کمتر از 110 درجه سانتیگراد محدود می شود. این در تضاد با CSP و سایر سیستم های CHP است که ممکن است برای عملکرد در دمای بیش از چند صد درجه طراحی شده باشند. به طور خاص ، سلول ها از لایه لایه ای از مواد نیمه رسانای فیلم نازک III-V با طول عمر ذاتی در حین کار ساخته شده اند که با وابستگی به دما از نوع آرنیوس به سرعت کاهش می یابند. بنابراین گیرنده سیستم باید از طریق روشهای فعال و / یا منفعل کاملاً خنک کننده سلول بسیار کارآمد و یکنواخت را فراهم کند. علاوه بر محدودیت های مواد و طراحی در عملکرد انتقال حرارت گیرنده ، سایر عوامل خارجی - مانند دوچرخه سواری حرارتی مکرر سیستم - گیرنده Tmax عملی سازگار با عمر طولانی سیستم را به زیر 80 درجه سانتیگراد کاهش می دهد.  

## تاسیسات
فناوری فتوولتائیک کنسانتره حضور خود را در صنعت خورشیدی طی دوره 2006 تا 2015 تثبیت کرد. اولین نیروگاه HCPV که از سطح 1 مگاوات بیشتر بود ، در اسپانیا در سال 2006 به بهره برداری رسید. در پایان سال 2015 ، تعداد نیروگاه های CPV (از جمله هر دو) LCPV و HCPV) در سراسر جهان ظرفیت نصب شده 350 مگاوات را به خود اختصاص داده است. داده های میدانی جمع آوری شده از تنوع تأسیسات از سال 2010 نیز قابلیت اطمینان سیستم را در دراز مدت ارزیابی می کنند.

تأسیسات تجمعی CPV در مگاوات بر حسب کشور تا نوامبر 2014

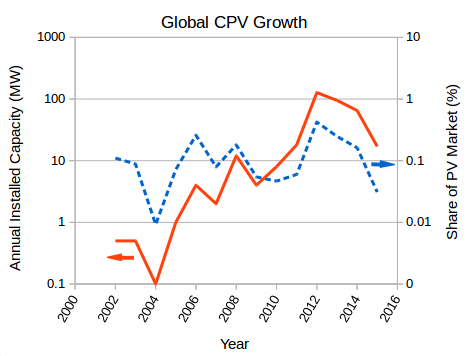
ظرفیت CPV سالانه نصب شده در مگاوات از 2002 تا 2015.

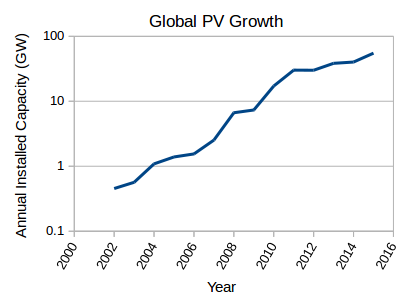
ظرفیت PV سالانه در GW از سال 2002 تا 2015 نصب شده است

بخش در حال ظهور CPV ~ 0.1٪ از بازار سریع و سریع ابزارهای تأسیسات PV را طی یک دهه تا 2017 تشکیل داده است. متأسفانه ، به دنبال کاهش سریع قیمت های سنتی PV PV با صفحه تخت ، چشم انداز کوتاه مدت رشد صنعت CPV کمرنگ شده است همانطور که با بسته شدن بزرگترین تأسیسات تولید HCPV مشخص شد: از جمله امکانات Suncore ، Soitec ، Amonix و  SolFocus .       
هزینه بالاتر و پیچیدگی حفظ ردیاب های دو محوره HCPV نیز در برخی موارد به ویژه چالش برانگیز گزارش شده است. با این وجود ، چشم انداز رشد برای صنعت PV به طور کلی همچنان قوی است ، بنابراین خوش بینی مداوم به فناوری CPV را فراهم می کند سرانجام جای خود را نشان می دهد.

### لیست بزرگترین سیستمهای HCPV
مشابه PV سنتی ، اوج درجه بندی یک سیستم تحت شرایط آزمایش استاندارد متمرکز (CSTC) با DNI = 1000 W / m² ، AM1.5D و Tcell = 25 درجه سانتیگراد ، مطابق با MWp (یا گاهی اوقات MWDC) مشخص می شود. کنوانسیون استاندارد IEC 62670. [60] ظرفیت تولید AC به عنوان MWAC تحت IEC 62670 شرایط عملیاتی متمرکز کننده استاندارد (CSOC) DNI = 900 W / m² ، AM1.5D ، دمای محیطی = 20 ° C و سرعت باد = 2 m / s مشخص شده است و ممکن است شامل تنظیماتی برای کارایی اینورتر ، منابع خورشیدی بالاتر / پایین و سایر عوامل خاص تسهیلات. بزرگترین نیروگاه CPV که در حال حاضر در حال بهره برداری است ، دارای رتبه 138 مگاوات بر ثانیه واقع در گلمود ، چین و به میزبانی فتوولتائیک خورشیدهسته ای است.

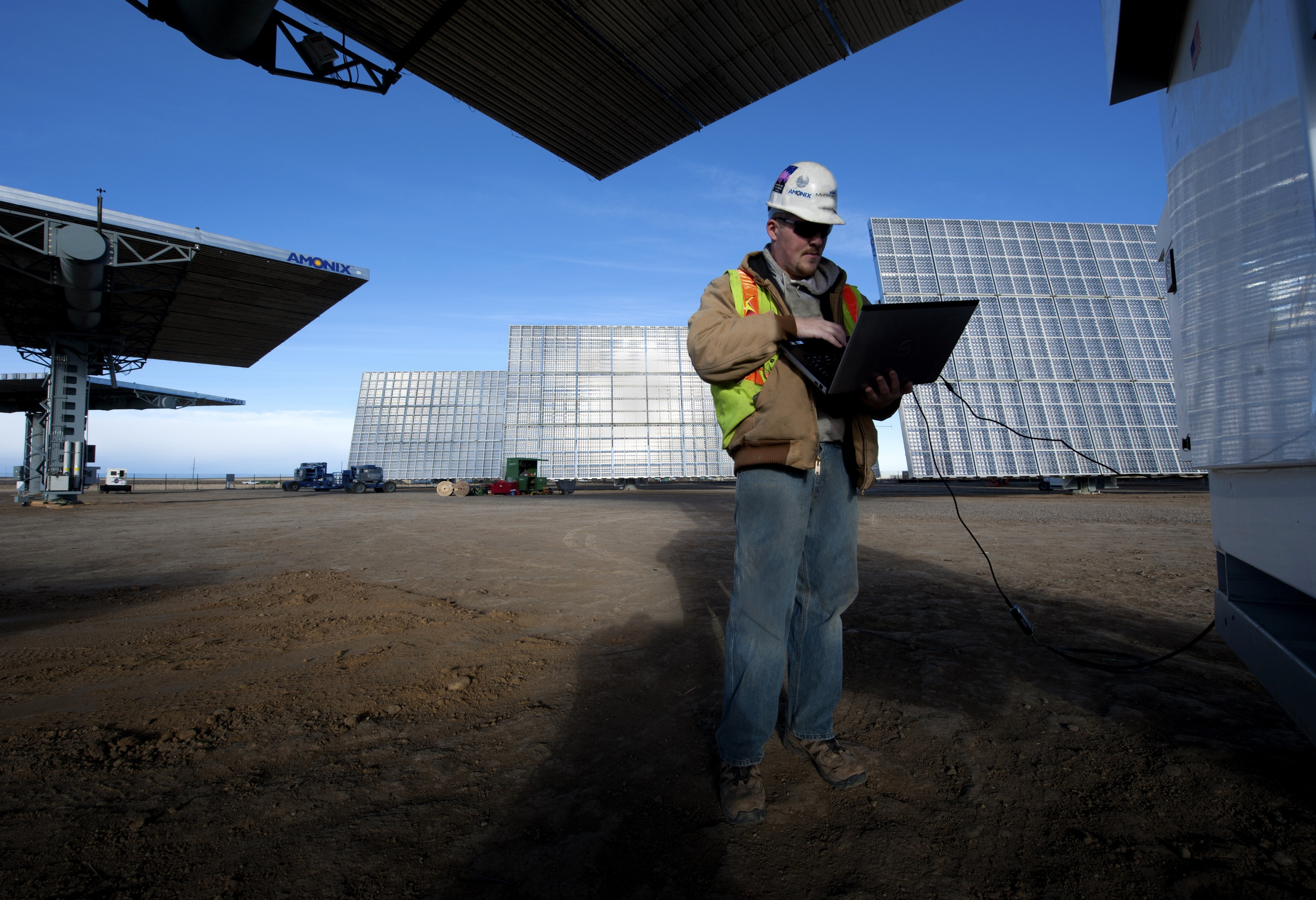
آزمایش میدانی سیستم در نیروگاه CPV

## فتوولتائیک غلظتی و حرارتی
فتوولتائیک حرارتی و کنسانتره (CPVT) ، که بعضاً خورشیدی و یا ترکیبی بصورت گرمایشی خورشیدی (CHAPS) یا CPV حرارتی ترکیبی نیز نامیده می شود ، یک فناوری تولید همزمان یا ریز تولید همزمان است که در زمینه فتوولتائیک کنسانتره استفاده می شود که گرما و برق قابل استفاده را در همان سیستم تولید می کند. CPVT در غلظت های بالای 100 خورشید (HCPVT) از اجزای مشابه HCPV استفاده می کند ، از جمله سلول های فتوولتائیک ردیابی دو محوره و چند اتصالی. یک سیال به طور فعال گیرنده حرارتی - فتوولتائیک یکپارچه را خنک می کند و همزمان گرمای جمع شده را حمل می کند.
به طور معمول ، یک یا چند گیرنده و یک مبدل حرارتی در یک حلقه حرارتی بسته کار می کنند. برای حفظ کارایی کلی کارآیی و جلوگیری از آسیب دیدن فرار حرارتی ، تقاضا برای گرما از سمت  مبدل ثانویه  باید دائماً زیاد باشد. در چنین شرایط عملیاتی بهینه ، بازده جمع آوری بیش از 70 (تا 35 ~ الکتریکی ، ~ 40 thermal حرارتی برای HCPVT) پیش بینی می شود. بازده عملیاتی خالص بسته به میزان مهندسی یک سیستم برای مطابقت با تقاضاهای کاربرد حرارتی خاص ، ممکن است بسیار پایین باشد.
حداکثر دمای سیستمهای CPVT معمولاً خیلی کم است (زیر 80-90 درجه سانتیگراد) تا بتواند بخاری را برای تولید همزمان برق اضافی مبتنی بر بخار تأمین کند. چنین سیستم هایی ممکن است برای تأمین نیرو در برنامه های دمای پایین که تقاضای گرمایی بالایی دارند تأمین شود. گرما ممکن است در گرمایش محلی ، گرمایش آب و تهویه مطبوع ، نمک زدایی یا گرمای فرایند استفاده شود. برای برنامه های کاربردی که تقاضای گرمایی کم یا متناوب دارند ، ممکن است یک سیستم با تخلیه گرمای قابل تعویض به محیط خارجی افزایش یابد تا علی‌رغم کاهش در نتیجه کارایی عملیاتی خالص ، بتواند از توان الکتریکی قابل اطمینان برخوردار باشد و از عمر سلول محافظت کند.
خنک کننده فعال HCPVT امکان استفاده از واحدهای گیرنده حرارتی - فتوولتائیک با قدرت بسیار بالاتر را فراهم می کند ، در مقایسه با سیستم های HCPV که بیشتر به خنک کاری غیرفعال سلول های تک ~ 20W متکی هستند ، معمولاً 1 تا 100 کیلووات برق تولید می کنند. چنین گیرنده های با قدرت بالا از آرایه های متراکم سلول نصب شده بر روی یک مخزن حرارتی با بازده بالا استفاده می کنند. به حداقل رساندن تعداد واحدهای گیرنده منفرد ساده ای است که در نهایت باید به بهبود تعادل کلی هزینه های سیستم ، قابلیت تولید ، قابلیت نگهداری / قابلیت ارتقا و قابلیت اطمینان منجر شود.

این انیمیشن حرارتی با طراحی سینک حرارتی CPV 240 x 80 mm 1000 suns ، با استفاده از تجزیه و تحلیل CFD با وضوح بالا ایجاد شده است و همانطور که پیش بینی شده است سطح مخزن حرارت کانتور دما و مسیر حرکت را نشان می دهد.

### پروژه های نمایشی
پیش بینی می شود که اقتصاد یک صنعت جاافتاده CPVT ، علی‌رغم کاهش زیاد هزینه های اخیر و بهبود تدریجی کارایی فتوولتائیک سیلیکون معمولی (که می تواند در کنار CSP معمولی نصب شود تا امکانات تولید الکتریکی و حرارتی مشابه را فراهم کند) رقابتی باشد. CPVT ممکن است در حال حاضر برای بازارهای مربوط با تمام ویژگی های کاربردی زیر مقرون به صرفه باشد:
- تابش مستقیم نرمال مستقیم خورشید (DNI)
- محدودیت های فضای محدود برای قرارگیری یک آرایه جمع کننده خورشیدی
- تقاضای زیاد و ثابت برای گرمای کم دما (<80 درجه سانتی گراد)
- هزینه بالای برق شبکه
- دسترسی به منابع پشتیبان نیرو یا ذخیره سازی مقرون به صرفه (الکتریکی و حرارتی)

استفاده از قرارداد خرید برق (PPA) برنامه های کمک دولت و طرح های نوین تأمین مالی نیز به تولیدکنندگان و کاربران بالقوه کمک می کند تا خطرات ناشی از تصویب اولیه CPVT را کاهش دهند.پیشنهادات تجهیزات CPVT از غلظت کم (LCPVT) تا بالا (HCPVT) اکنون توسط چندین شرکت تازه تاسیس در حال استفاده است. بدین ترتیب ، ماندگاری طولانی مدت رویکرد فنی و یا تجاری که توسط هر ارائه دهنده سیستم فردی دنبال می شود ، معمولاً حدس و گمان است. قابل ذکر است ، حداقل محصولات مناسب شرکت های نوپا می توانند در توجه به مهندسی قابلیت اطمینان بسیار متفاوت باشند. با این وجود ، مجموعه ناقص زیر برای کمک به شناسایی برخی از روندهای اولیه صنعت ارائه شده است.
سیستم های LCPVT با غلظت 14x x با استفاده از متمرکز کننده های انعکاسی ، و لوله های گیرنده پوشیده از سلول های سیلیکون که دارای اتصالات متراکم هستند ، توسط Cogenra با کارایی ادعا شده 75٪ (15-20 ~ electric الکتریکی ، 60 thermal گرمایی) مونتاژ شده است. چندین سیستم از این دست از سال 2015 بیش از 5 سال در حال کار هستند و سیستم های مشابه به ترتیب توسط  Absolicon  و Idhelio با غلظت 10x و 50x تولید می شوند.
پیشنهادات HCPVT با غلظت بیش از 700 برابر اخیراً ظهور کرده اند و ممکن است در سه سطح قدرت طبقه بندی شوند. سیستم های ردیف سوم ژنراتورهای توزیعی متشکل از آرایه های بزرگ واحد گیرنده / جمع کننده تک سلولی W 20W ، مشابه نمونه هایی که پیش از این توسط Amonix و  SolFocus  برای HCPV پیشگام بودند. سیستم های ردیف دوم از آرایه های متراکم محلی استفاده می کنند که در هر واحد گیرنده / ژنراتور 1-100 کیلووات خروجی برق تولید می کنند. سیستم های ردیف اول بیش از 100 کیلووات خروجی الکتریکی دارند و در هدف قرار دادن بازار ابزارهای تهاجمی بیشتر هستند.
چندین ارائه دهنده سیستم HCPVT در جدول زیر ذکر شده است. تقریباً همه سیستم های نمایشی اولیه هستند که از سال 2015 برای کمتر از 5 سال کار می کنند. توان حرارتی جمع شده معمولاً 1.5x-2x توان الکتریکی است.
| ارائه دهنده            | کشور                                | نوع متمرکز کننده         | مولد (kWe ) | گیرنده(kWe ) | مرجع                 |
|                        |                                     | ردیف 1                   |             |              |                      |
| Raygen                 | استرالیا                            | آرایه [[هلیواستات]] بزرگ | 250         | 250          | [ ۵۵ ]               |
|                        |                                     | ردیف 2                   |             |              |                      |
| Airlight Energy/dsolar | سوییس                               | بشقاب بزرگ               | 12          | 12           | [ ۵۶ ] [ ۵۷ ] [ ۵۸ ] |
| Rehnu                  | ایالات متحده                        | بشقاب بزرگ               | 6.4         | 0.8          | [ ۵۹ ]               |
| Solartron              | کانادا                              | بشقاب بزرگ               | 20          | 20           | [ ۶۰ ]               |
| Southwest Solar        | ایالات متحده                        | بشقاب بزرگ               | 20          | 20           | [ ۶۱ ]               |
| Sun Oyster             | آلمان                               | دهانه بزرگ + لنز         | 4.7         | 2.35         | [ ۶۲ ]               |
|                        | اسرائیل / چین / ایالات متحده آمریکا | بشقاب بزرگ               | 4.5         | 2.25         | [ ۶۳ ]               |
| ---------------------- | ----------------------------------- | ------------------------ | ----------- | ------------ | -------------------- |
|                        |                                     | ردیف 3                   |             |              |                      |
| BSQ Solar              | اسپانیا                             | آرایه لنز کوچک           | 13.44       | 0.02         | [ ۶۴ ]               |
| Silex Power            | مالت                                | آرایه لنز کوچک           | 16          | 0.04         | [ ۶۵ ]               |
| Solergy                | ایتالیا/ ایالات متحده آمریکا        | آرایه لنز کوچک           | 20          | 0.02         | [ ۶۶ ]               |